# Temporada 1986-87 de los Utah Jazz
La temporada 1986-87 fue la decimotercera de los Jazz en la NBA, y la octava en su ubicación en Salt Lake City, tras cinco temporadas en Nueva Orleans. La temporada regular acabó con 44 victorias y 38 derrotas, ocupando el cuarto puesto de la Conferencia Oeste, clasificádose para los playoffs, en los que cayeron en primera ronda ante los Golden State Warriors.

## Elecciones en elDraft
| Ronda | Puesto | Jugador     | Posición | Nacionalidad   | Universidad   |
| ----- | ------ | ----------- | -------- | -------------- | ------------- |
| 1     | 15     | Dell Curry  | Escolta  | Estados Unidos | Virginia Tech |
| 3     | 61     | John Shasky | Pívot    | Estados Unidos | Minnesota     |

## Temporada regular
| División Medio Oeste | División Medio Oeste | División Medio Oeste | División Medio Oeste | División Medio Oeste | División Medio Oeste | División Medio Oeste | División Medio Oeste | División Medio Oeste |
| Equipo               | G                    | P                    | %                    | PD                   | Casa                 | Fuera                | Div                  |                      |
| -------------------- | -------------------- | -------------------- | -------------------- | -------------------- | -------------------- | -------------------- | -------------------- | -------------------- |
| y-Dallas Mavericks   | 55                   | 27                   | .671                 | –                    | 35–6                 | 20–21                | 19–11                |                      |
| x-Utah Jazz          | 44                   | 38                   | .537                 | 11                   | 31–10                | 13–28                | 19–11                |                      |
| x-Houston Rockets    | 42                   | 40                   | .512                 | 13                   | 25–16                | 17–24                | 19–11                |                      |
| x-Denver Nuggets     | 37                   | 45                   | .451                 | 18                   | 27–14                | 10–31                | 14–16                |                      |
| Sacramento Kings     | 29                   | 53                   | .354                 | 26                   | 20–21                | 9–32                 | 10–20                |                      |
| San Antonio Spurs    | 28                   | 54                   | .341                 | 27                   | 21–20                | 7–34                 | 9–21                 |                      |

## Playoffs

### Primera ronda
Utah Jazz vs. Golden State Warriors 
| Fecha       | Partido                                   | Ciudad         |
| ----------- | ----------------------------------------- | -------------- |
| 23 de abril | Utah Jazz 99, Golden State Warriors 85    | Salt Lake City |
| 25 de abril | Utah Jazz 103, Golden State Warriors 117  | Salt Lake City |
| 29 de abril | Golden State Warriors 110, Utah Jazz 95   | Oakland        |
| 1 de mayo   | Golden State Warriors 98, Utah Jazz 94    | Oakland        |
| 3 de mayo   | Utah Jazz 113, Golden State Warriors 118  | Salt Lake City |
|             | Golden State Warriors gana las series 3-2 |                |

## Estadísticas
| Rk | Jugador          | Edad | P  | PT | MP   | TC  | TCI  | %TC  | T3  | T3I | %T3  | TL  | TLI | %TL  | RO  | RD  | RT   | AS  | RB  | TAP | BP  | FP  | PTS  |
| -- | ---------------- | ---- | -- | -- | ---- | --- | ---- | ---- | --- | --- | ---- | --- | --- | ---- | --- | --- | ---- | --- | --- | --- | --- | --- | ---- |
| 1  | Karl Malone      | 23   | 82 | 82 | 34.8 | 8.9 | 17.3 | .512 | 0.0 | 0.1 | .000 | 3.9 | 6.6 | .598 | 3.4 | 7.0 | 10.4 | 1.9 | 1.3 | 0.7 | 2.9 | 3.9 | 21.7 |
| 2  | Mark Eaton       | 30   | 79 | 79 | 31.7 | 3.0 | 7.4  | .400 | 0.0 | 0.0 |      | 1.8 | 2.7 | .657 | 2.7 | 6.2 | 8.8  | 1.3 | 0.5 | 4.1 | 1.8 | 3.5 | 7.7  |
| 3  | Thurl Bailey     | 25   | 81 | 2  | 26.6 | 5.7 | 12.8 | .447 | 0.0 | 0.0 | .000 | 2.3 | 2.9 | .805 | 1.8 | 3.5 | 5.3  | 1.3 | 0.5 | 1.1 | 1.5 | 1.9 | 13.8 |
| 4  | Rickey Green     | 32   | 81 | 80 | 25.8 | 3.7 | 8.0  | .467 | 0.1 | 0.2 | .368 | 2.1 | 2.6 | .827 | 0.5 | 1.5 | 2.0  | 6.7 | 1.4 | 0.0 | 1.6 | 1.3 | 9.6  |
| 5  | Darrell Griffith | 28   | 76 | 10 | 24.3 | 6.1 | 13.7 | .446 | 0.9 | 2.6 | .335 | 2.0 | 2.8 | .703 | 1.1 | 1.9 | 3.0  | 1.7 | 1.3 | 0.4 | 1.8 | 2.2 | 15.0 |
| 6  | Kelly Tripucka   | 27   | 79 | 76 | 23.6 | 3.7 | 7.9  | .469 | 0.2 | 0.7 | .365 | 2.5 | 2.9 | .872 | 0.7 | 2.4 | 3.1  | 3.1 | 1.1 | 0.1 | 2.1 | 1.9 | 10.1 |
| 7  | John Stockton    | 24   | 82 | 2  | 22.7 | 2.8 | 5.6  | .499 | 0.1 | 0.5 | .179 | 2.2 | 2.8 | .782 | 0.4 | 1.5 | 1.8  | 8.2 | 2.2 | 0.2 | 2.0 | 2.7 | 7.9  |
| 8  | Bob Hansen       | 26   | 72 | 72 | 20.2 | 3.8 | 8.3  | .453 | 0.2 | 0.6 | .356 | 1.9 | 2.5 | .760 | 1.2 | 1.7 | 2.8  | 1.4 | 0.6 | 0.1 | 1.1 | 2.0 | 9.7  |
| 9  | Kent Benson      | 32   | 73 | 2  | 12.3 | 1.9 | 4.3  | .443 | 0.0 | 0.1 | .286 | 0.6 | 0.8 | .810 | 1.1 | 2.1 | 3.2  | 0.5 | 0.5 | 0.4 | 0.6 | 1.9 | 4.5  |
| 10 | Carey Scurry     | 24   | 69 | 5  | 10.9 | 1.8 | 3.6  | .498 | 0.1 | 0.2 | .308 | 1.4 | 1.9 | .701 | 1.4 | 1.5 | 2.9  | 0.8 | 0.8 | 0.8 | 0.8 | 1.8 | 5.0  |
| 11 | Marc Iavaroni    | 30   | 78 | 0  | 10.8 | 1.3 | 2.8  | .465 | 0.0 | 0.1 | .000 | 1.0 | 1.5 | .672 | 0.8 | 1.4 | 2.2  | 0.5 | 0.2 | 0.1 | 0.7 | 2.0 | 3.6  |
| 12 | Dell Curry       | 22   | 67 | 0  | 9.5  | 2.1 | 4.9  | .426 | 0.3 | 0.9 | .283 | 0.4 | 0.6 | .789 | 0.4 | 0.7 | 1.2  | 0.9 | 0.4 | 0.1 | 0.7 | 1.3 | 4.9  |

## Galardones y récords
| Jugador    | Galardón                               |
| Mark Eaton | 2.º Mejor quinteto defensivo de la NBA |